# Sigismondo d’India
Sigismondo d’India (Palermo, 1582 – Modena 1629. április 19.) késő reneszánsz-kora barokk olasz zeneszerző.

## Élete és munkássága
1582-ben Szicíliában született, valószínűleg Palermo városában, de 1600-ig semmi biztosat nem tudnak a kutatók az életéről. 1600-1610 között különböző itáliai udvarok szolgálatában állt, beutazta a mai Olaszország területét. Élt Nápolyban és Rómában, de Firenzét és Mantovát is megjárta. Utazásai során lehetősége nyílt megismernie és elsajátítania korának minden divatos zenei stílusát. Jól ismerte és alkalmazta a késő reneszánsz polifon tradícióit. Marenzio érzelmes stílusában éppúgy komponált, ahogyan Palestrina tudálékos vagy Gesuldo öncélúan kísérletezgető polifon módszerében. Firenzét, az opera szülővárosát, megjárva a monódiával és a Camerata zenészeivel, az első operaszerzők stílusával is megismerkedett.
1610 körül Parmában és Piacenzában időzött, majd 1611-ben a szavojai herceg szolgálatába lépett, mint udvari zeneszerző és kedvelt előadó. Tizenkét évig maradt Torinóban, végül politikai intrikák miatt hagyta el a várost. Torinói évei alatt sikeresen ötvözte egybe a különféle zenei stílusokat, sikerült kialakítania egy expresszív zenei nyelvet. Sikeresen ki tudta elégíteni a hercegi udvar igényeit  mind a színpadi zene, mint az egyházzene területén.
1623-ban Rómába utazott, majd innen Modenába távozott. Életének utolsó éveiről azonban nem sok biztos adat maradt fenn. A kutatók számára d’India életrajzának utolsó szakasza ugyanolyan homályos, mint az első. Rómában szép sikereket aratott drámai műveivel és miséivel. Az 1620-as években a bajor herceg akarta szolgálatába szerződtetni a zeneszerzőt, aki még szerződtetése előtt elhunyt Modenában.
D’India korának minden műfajában kipróbálta tehetségét, de komplett operát nem vetett papírra. Stílusának fő jellegzetessége a drámai kifejező erő, a kromatikus hangvétel, a disszonanciák kedvelése. Korának minden zenei törekvését sikeresen ötvözte, mint a polifon zene, mind a monódia területén sikerült jelentőset alkotnia. Komponált madrigálokat, misét, canzonettát, duetteket, valamint négy kötetnnyi színpadi művet (pasztorálokat, baletteket).
Öt kötetnyi madrigál gyűjteménye kiemelkedik az életműből. A Le musiche di Sigismondo d’India da canter solo nel clavicordo, chitarone, arpa doppia et altri istromenti simili első kötete 1609-ben, utolsó kötete 1623-ban jelent meg. A gyűjtemény darabjai monodikus-recitatív stílusban készültek, egy-két szólamra basso continuóval. A darabok tulajdonképpen strófaáriák és strófikus variációk. A kétszólamú kompozíciók a legkorábbi kamaraduettekhez tartoznak. A szólómadrigálok szokatlan dallami és harmóniai eszközökkel törekednek a zenei kifejezésre. A strófa áriák olykor táncdal-karakterűek.